# Филиппинская диаспора
Филиппинская диаспора является одной из самых молодых и быстрорастущих диаспор мира. Насчитывает несколько миллионов человек. Характеризуется преобладанием женской трудовой миграцией, которая направлена преимущественно в урбанизированные регионы развитых англоязычных стран мира, а также в страны Персидского залива, Гонконг, Японию, Корею, Сингапур. С конца 40-х годов филиппинские мигранты направлялись в основном в свою бывшую метрополию США, где и сейчас значительно количество медсестёр и учителей из Филиппин.  В Евросоюзе самой привлекательной страной для филиппинцев, по языковым причинам, является Великобритания. Однако, из-за усиления миграционного контроля, в последние десятилетия возросла популярность Канады, где меньше ограничений на трудовую миграцию. С конца 90-х годов филиппинцы активно иммигрировали в свою первую метрополию Испанию, но из-за наступления финансового кризиса этот поток иссяк. В ряде азиатских экономик филиппинки оказываются вовлечены в теневые (массажные салоны) и даже нелегальные сектора экономики (проституцию).

## Страны и территории с филиппинским населением
- Россия: По данным посольства Филиппин в Москве на 2019 год, в России находится «около 6900» филиппинцев.[4]По данным Филиппинской администрации по трудоустройству за рубежом (POEA), с началом Российско-украинская война в 2022 году число беженцев возросло «почти до 10 000».[5] Учитывая, что двустороннее трудовое соглашение находится в разработке (по состоянию на 2021 год),[6] это число, вероятно, увеличится, поскольку последствия войны оказывают на него достаточно сильное влияние.